# Hyposmocoma columbella
Hyposmocoma columbella là một loài bướm đêm thuộc họ Cosmopterigidae. Nó là loài đặc hữu của Molokai.